# Die Tatsachen im Fall Waldemar

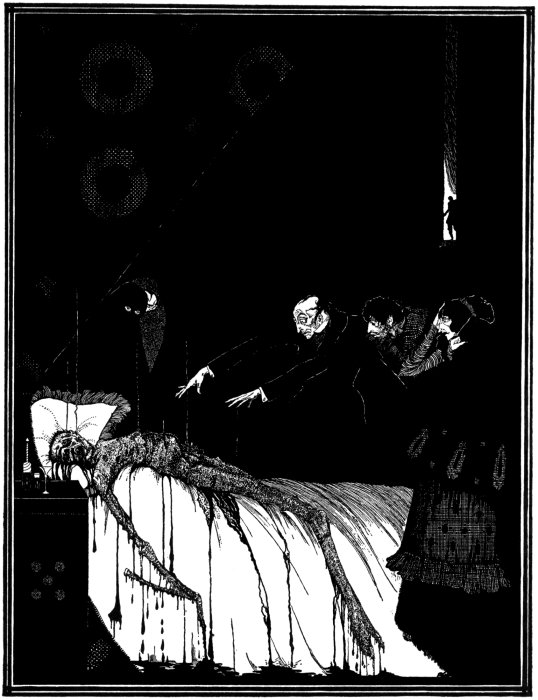
Illustration von Harry Clarke (1889–1931), Veröffentlichung von 1919

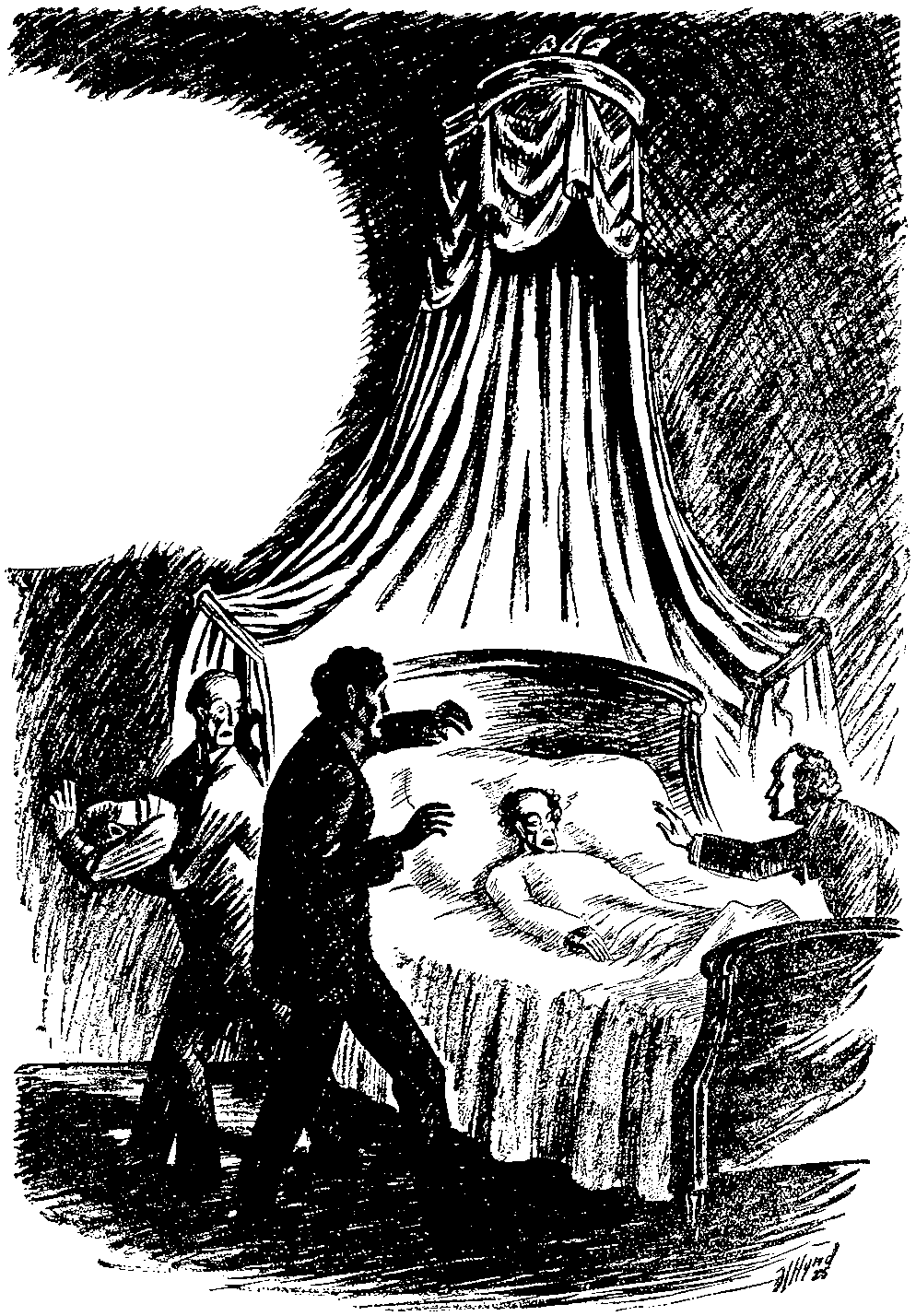
Illustration des Magazins „Amazing Stories“, Veröffentlichung von April, 1926

Die Tatsachen im Fall Waldemar (im englischen Original The Facts in the Case of M. Valdemar) ist eine Kurzgeschichte des US-amerikanischen Schriftstellers Edgar Allan Poe, veröffentlicht im Dezember 1845 als Hoax. Erst später gab der Autor bekannt, dass das als Artikel in den Zeitschriften Broadway Journal und American Review: A Whig Journal erschienene Schriftstück reine Fiktion sei.
Der Erzähler der Kurzgeschichte hypnotisiert einen sterbenden Freund, um den Effekt des animalischen Magnetismus auf den sterbenden Körper eines Menschen beobachten zu können. Die Beschreibung dieser Effekte macht den Großteil der Kurzgeschichte aus.

## Zusammenfassung
Der Erzähler der Geschichte präsentiert die Tatsachen des außergewöhnlichen Falles Ernst Waldemar (im Original Ernest Valdemar), welcher großes Aufsehen in der Bevölkerung erregt hatte. Er ist interessiert an animalischem Magnetismus (auch Mesmerismus genannt) und weiß daher um das Faktum, dass noch nie eine Person in Hypnose und während ihres Todes magnetisiert wurde. Er erwägt den Versuch, einen an Tuberkulose erkrankten Freund – Ernst Waldemar, einen Schriftsteller – zu hypnotisieren, wie er es schon früher tat, allerdings dieses Mal zum Zeitpunkt dessen Todes.
Waldemar willigt ein und informiert den Erzähler per Brief, dass er höchstwahrscheinlich in vierundzwanzig Stunden sterben werde. Seine zwei Ärzte informieren den Erzähler über Waldemars schlechten Zustand. Nachdem Waldemar erneut dem Experiment zusagt, kehrt der Erzähler in der folgenden Nacht mit zwei Krankenschwestern und einem Medizinstudenten als Zeugen zurück in das Zimmer des Sterbenden. Erneut, und diesmal unter Zeugenaufsicht, erklärt Waldemar, dass er an dem Experiment teilhaben möchte, und drängt den Erzähler dazu sich zu beeilen, weil er fürchtet, dass es schon viel zu lange aufgeschoben wurde. Waldemar wird binnen kurzem hypnotisiert und durch sogenannte „Striche“, welche nicht weiter beschrieben werden, magnetisiert, gerade als die beiden Ärzte des Todkranken zurückkehren, um als weitere Zeugen zu dienen. In Trance, beschreibt Waldemar, er würde sterben; kurz darauf, er sei tot. Sieben Monate belässt der Erzähler Waldemar in diesem Zustand, besucht ihn aber täglich. In dieser Zeit besitzt Waldemar weder Puls noch Herzschlag oder spürbaren Atem. Seine Haut ist kalt und bleich.
Nach dieser verstrichenen Zeit versucht der Erzähler, Waldemar wieder zu erwecken. Er stellt ihm Fragen, die nur mit äußerster Mühe beantwortet werden, seine Stimme scheint aus seiner geschwollenen, schwarzen Zunge zu kommen. Zwischen Trance und Schlaflosigkeit bittet Waldemars Zunge darum, ihn möglichst schnell wieder in Schlaf zu versetzen oder aufzuwecken. Als seine Stimme „tot – tot“ schreiend wiederholt, befreit ihn der Erzähler aus seiner Trance, jedoch hat dies zur Folge, dass Waldemars Körper blitzartig in sich zusammenfällt und eine „ekelhafte, stinkende Masse“ hinterlässt.

## Deutsche Übersetzungen (Auswahl)
- ca. 1890: Alfred Mürenberg: Thatsächliches über die Magnetisierung des Herrn Waldemar. Spemann, Stuttgart.
- 1901: Hedda Moeller und Hedwig Lachmann: Der Fall Valdemar. J.C.C. Bruns, Minden.
- 1910: Gisela Etzel: Die Tatsachen im Falle Waldemar. Propylaen Verlag, München.
- 1912: unbekannter Übersetzer:  Die erstaunlichen Wirkungen des Mesmerismus auf einen Sterbenden. Kiepenheuer, Weimar.
- 1922: Gisela Etzel: Die Tatsachen im Falle Waldemar. Propyläen, München.
- 1922: Hans Kauders: Der wahre Sachverhalt im Falle Valdemar. Rösl & Cie., München.
- 1923: Wilhelm Cremer: Bericht über den Fall Valdemar. Verlag der Schiller-Buchhandlung, Berlin.
- ca. 1925: Bernhard Bernson: Der Fall Waldemar. Josef Singer Verlag, Straßburg.
- 1925: unbekannter Übersetzer: Bericht über den Fall Waldemar. Mieth, Berlin.
- um 1930: Fanny Fitting: Die Tatsachen im Fall Valdemar. Fikentscher, Leipzig.
- 1945: Marlies Wettstein: Der Fall Waldemar. Artemis, Zürich.
- 1947: Wolf Durian: Die Tatsachen im Falle Waldemar. Ullstein, Wien.
- 1953: Richard Mummendey:  Die Tatsachen im Fall Valdemar. Hundt, Hattingen.
- 1955: Arthur Seiffart: Die Tatsachen im Falle M. Valdemar. Tauchnitz Verlag, Stuttgart.
- 1966: Hans Wollschläger: Die Tatsachen im Falle Valdemar. Walter Verlag, Freiburg i. Br.
- 1989: Stefanie Kuhn-Werner: Die Tatsachen im Fall Valdemar. Reclams Universal-Bibliothek, Stuttgart.
- 1989: Heide Steiner: Die Tatsachen im Falle Valdemar. Insel-Verlag, Leipzig.
- 2017: Andreas Nohl: Die Fakten im Fall von M. Valdemar. dtv, München.